# Енгелхард фон Роденщайн
Енгелхард фон Роденщайн (на немски: Engelhard von Rodenstein-Lißberg; * пр. 1421; † 25 септември 1470) е благородник от род Роденщайн в Южен Хесен и Оденвалд, господар на Лисберг, част от Ортенберг във Ветерау, Хесен.
Той е син на Херман III фон Роденщайн († 1435), господар на Лисберг, и съпругата му Метце фон Айзенбах († сл. 1410). Внук е на Йохан I фон Роденщайн (1369 – 1400) и Маргарета „Млада“ фон Кефернбург († ок. 1398).
Главната му резиденция е замък Роденщайн, построен през средата на 13 век. През 1396 г. дядо му Йохан I фон Роденщайн получва замък Лисберг. През 1415 г. графовете Йохан II фон Цигенхайн и брат му Готфрид IX фон Цигенхайн с битка превземат замъка и след три години (1418) продават половината от замъка на ландграф Лудвиг фон Хесен.
Енгелхард фон Роденщайн умира на 25 септември 1470 г. и е погребан в църквата на Френкиш-Крумбах. Господарите фон Роденщайн измират през 1671 г.

## Фамилия
Енгелхард фон Роденщайн се жени ок. 1454 г. за Юта фон Ербах (* ок. 1432; † 22 февруари 1491), канонеса в Торн (1447), дъщеря на шенк Конрад VIII фон Ербах-Ербах († 1464) и Анна фон Бикенбах († 1451). Те имат две дъщери:
- Анна фон Роденщайн-Лисберг (* ок. 1458), омъжена ок. 1480 г. за Ханс III/Йохан III фон Роденщайн (* 6 януари 1418; † 26 април 1500, Рим), син на Херман IV фон Роденщайн († 1448) и Елизабет фон Хиршхорн († 1436) от род Далберг.
- Амалия фон Крумбах († сл. 1489), омъжена за Ханс II фон Франкенщайн

След смъртта му неговата вдовица Юта фон Ербах става през 1447 г. канонеса в Торн.

## Галерия
- Останки от стените на замък Роденщайн
- Дворец Крумбах